# 吉元政矩
吉元 政矩（よしもと まさのり、1936年11月 - 2025年1月29日）は、元沖縄県副知事、沖縄21戦略フォーラム代表。

## 略歴
沖縄県八重山郡与那国町出身。沖縄県立八重山高等学校卒業後、石垣測候所（現石垣島地方気象台）に就職。その後沖縄県庁本庁に移り、沖縄県祖国復帰協議会事務局長、沖縄官公庁労働組合書記長、沖縄県職員労働組合副委員長、沖縄県企画調整部・企画調整室などを歴任。1990年12月に大田昌秀知事の下で政策調整監、1993年から副知事。副知事在任中の福建・沖縄友好会館建設事業では、事業費増大を理由として担当者であった吉元を批判する意見があった。
1997年10月17日に県議会に副知事再任を否決される形で退任する。1998年8月、沖縄県地方自治研究センター理事長に就任し、2000年9月から同センターの顧問を務める。
1998年第18回参議院議員通常選挙比例区に社会民主党から立候補し、落選する。2002年の沖縄県知事選挙に立候補するも落選（稲嶺惠一が20万票余りの差をつけて当選）。
2023年11月3日、秋の叙勲で瑞宝小綬章を受章。
2025年1月29日18時45分、病気のため那覇市内の介護施設で死去した。88歳没。死没日付をもって従六位に叙された。